# الداي بابا علي
بابا علي ، أو بابا علي شاوش، هو أحد دايات الجزائر، حيث حكم من عام 1710 إلى عام 1718 . نفذ إصلاحات سياسية مهمة، نجح في فترة من المشاكل العظيمة على الداي إبراهيم. اصلح ديوان الجزائر وحله واعاد تشكيله، وازال العناصر المتمردة في الميليشيا، واعتمد على طائفة الرياس لإحياء جوقة البحر الأبيض المتوسط وجلب الكثير من المداخيل.
إنه أول داي تقلد على لقب باشا، حيث رفض ممثلا للسلطان العثماني إلى جانبه حتى لو ظلت وظيفة ممثل السلطان العثماني لفترة طويلة في السياسة المحلية مثل وظيفة شرف بحتة محرومة من الامتياز الحقيقي. وهو بذلك عمل تطوراً سياسياً في تحرير أيالة الجزائر من الوصاية العثمانية واضفي صبغة رسمية على نظامها كنظام سياسي مستقل. بسبب موقعها، فهو يحظى بشعبية كبيرة بين سكان الجزائر واشتهر في التأريخ.
يعزّز بابا علي شاوش سلطته، وهو على رأس عمل منظم من أسلافه يتم تعيين الحدود الشرقية والغربية، والحكومة على المستوى المركزي والمحلي (البايلك) منظمة بشكل جيد، ويتم تحديد وظائف كل منها. أصبح يُنظر إلى الداي بابا علي بعد ذلك كحليف سيادي، ولم يعد تابعًا للوصاية العثمانية من قبل القناصل الأوروبيين. تأخذ الدولة الجزائرية بعد ذلك شكل «جمهورية عسكرية»، التي تدار وفقًا لسيادة مصالحها الخاصة.

### مواضيع ذات صلة
- داي الجزائر
- الجزائر في عهد الأتراك (1514-1830)
- تاريخ الجزائر
- تاريخ ولاية الجزائر
- تاريخ الجزائر القديم والحديث
- قائمة حكام الجزائر